# Каїрський університет
Каїрський університет (араб. جامعة القاهرة, англ. Cairo University; колишні назви — Єгипетський університет та Університет Фуада I) — заклад вищої освіти у місті Гізі (Великий Каїр) у Єгипті.
До складу Каїрського університету входять також Школа права та Школа медицини. Остання відома як Каїрська університетська Школа медицини (англ. Cairo University School of Medicine, قصر العيني, Qasr-el-'Ayni, тому що першу будівлю для закладу пожертвував Паша Аль-Айні). Ця школа медицини була першим закладом медичної освіти в Африці та на Близькому Сході.

## З історії університету
Каїрський університет був заснований 21 грудня 1908 року як результат зусиль зі створення єдиного національного академічного осередку вищої освіти.
Каїрський університет мав декілька поважних коледжів-попередників, включаючи Інженерний коледж (англ. College of Engineering, كلية الهندسة), заснований 1816 року й закритий 1854-го Мухамедом Саїд-Пашою.
Каїрський університет від початку був світським навчальним закладом і його роботу організували за європейськими взірцями, на противагу існуючому віддавна в Каїрі й одному з найдавніших у світі університетів Аль-Азхару, відтак він став моделлю для розвитку університетської освіти в регіоні.
Першим президентом Каїрського університету (тоді Єгипетського університету) був відомий єгипетський інтелектуал професор Ахмед Люфті ель-Сайєд.
Серед випускників університету єгиптолог Закарія Гонейм, відомий розкопками в Саккарі і відкриттям піраміди Сехемхета.

## Структура
Каїрський університет має наступні факультети:
- Факультет прикладних наук
- Факультет сільського господарства [Архівовано 18 Липня 2017 у Wayback Machine.]
- Факультет археології [Архівовано 8 Березня 2022 у Wayback Machine.]
- Мистецький факультет [Архівовано 8 Лютого 2022 у Wayback Machine.]
- Факультет комерції
- Факультет комп'ютерів та інформатики [Архівовано 8 Березня 2022 у Wayback Machine.]
- Факультет Dar El-Ulum [Архівовано 27 серпня 2019 у Wayback Machine.]
- Факультет стоматології [Архівовано 18 Липня 2017 у Wayback Machine.]
- Факультет економіки та політології
- Інженерний факультет [Архівовано 6 Лютого 2017 у Wayback Machine.]
- Юридичний факультет
- Факультет масових комунікацій [Архівовано 27 квітня 2021 у Wayback Machine.]
- Медичний факультет
- Факультет фармакології
- Факультет фізіотерапії [Архівовано 3 Серпня 2020 у Wayback Machine.]
- Факультет регіонального та міського планування
- Ветеринарний факультет [Архівовано 3 Листопада 2021 у Wayback Machine.]

## Рейтинги
Згідно з Academic ranking for World Universities (ARWU) за 2007 рік, опублікованому Інститутом Вищої освіти Шанхайського Ціао Тонґ університету (the Institute of Higher Education at Shanghai Jiao Tong University), Каїрський університет є університетом № 1 у Єгипті та 1-м із 500 найкращих у світі університетів.
Згідно з ретингом Webometrics World Universities за 2008 рік Каїрський університет є 2-м за рівнем єгипетським університетом та 10-м на африканському континенті, втім останній рейтинг не є академічним.

## Відомі випускники
- Ясір Арафат — керівник ОВП, ПНА, ФАТХ, лауреат Нобелівської премії миру (1994)
- Мухаммед аль-Барадаї — генеральний директор МАГАТЕ (1997—2009), лауреат Нобелівської премії миру (2005)
- Бутрос Бутрос Галі — генеральний секретар ООН (1992—1996)
- Айман аль-Завагірі — один із лідерів Аль-Каїди
- Асмаа Махфуз — політична активістка, лауреатка Премії імені Сахарова (2011)
- Наґіб Махфуз — письменник, Нобелівської премії з літератури (1988)
- Ахмед Назіф — прем'єр-міністр Єгипту (2004—2011)
- Хассан Фатхі — архітектор
- Тага Хусейн — письменник
- Шенуда III — патріарх КПЦ
- Омар Шариф — актор
- Саміра Мусса — фізик-ядерник

## Виноски
1. ↑  Cairo University
2. ↑  https://web.archive.org/web/20221123144401/https://www.auf.org/les_membres/nos-membres/
3. ↑  https://web.archive.org/web/20221215121521/https://www.aau.org/subs/membership/
4. ↑  Рейтинг на www.ed.sjtu.edu.cn. Архів оригіналу за 4 грудня 2005. Процитовано 8 грудня 2009.
5. ↑  Рейтинг на www.webometrics.info. Архів оригіналу за 4 жовтня 2009. Процитовано 8 грудня 2009.